# Maschinelles Austauschformat für Bibliotheken
Das Maschinelle Austauschformat für Bibliotheken (MAB) ist ein bibliographisches Datenformat.
MAB war ein vor allem im deutschen Sprachraum gebräuchliches Austauschformat für Metadaten. Ein vergleichbares, international verbreitetes Austauschformat ist MARC.

## Hintergrund
MAB wurde meistens in Verbindung mit den Regeln für die alphabetische Katalogisierung (RAK) verwendet. Die Anfänge des MAB gehen auf das Jahr 1973 zurück, in dem unter der Federführung der Deutschen Nationalbibliothek (DNB) zusammen mit der Arbeitsstelle für Bibliothekstechnik ein nationales Austauschformat initiiert wurde. Eine umfassende Revision des MAB führte 1995 nach zweijähriger Entwicklungsarbeit zu der neuen Formatversion MAB2. Danach sind vier Ergänzungsschriften des MAB2 erschienen.
Von der DNB wurde MAB weder als Katalogisierungsformat noch (intern) als Arbeitsformat, sondern nur für den Datenaustausch mit anderen Bibliotheken eingesetzt. Die Verwendung von MAB im deutschsprachigen Bibliotheksbereich wurde durch einen Umstieg auf MARC abgelöst: Seit 2009 lieferte die Deutsche Nationalbibliothek ihre bibliographischen Daten sowie Normdaten zusätzlich in MARC 21. Mit der Einführung der Gemeinsamen Normdatei (GND) im April 2012 wurde die Lieferung von Normdaten in MAB seitens der DNB eingestellt, im Juni 2013 folgte die komplette Einstellung von Datenlieferungen in MAB.

## Inhalt und Struktur
Ähnlich wie sein anglo-amerikanisches Pendant MARC besteht MAB aus fünf Formaten, die verschiedene Arten von Daten auszeichnen:
1. MAB-Format für bibliografische Daten 	(MAB-Titel)
2. MAB-Format für Personennamen 		(MAB-PND)
3. MAB-Format für Körperschaftsnamen 	(MAB-GKD)
4. MAB-Format für Schlagwörter  		(MAB-SWD)
5. MAB-Format für Lokaldaten		(MAB-Lokal)

Das MAB-Format erlaubt eine feinere Granularität bei der Auszeichnung bibliographischer Elemente als MARC. Die stärkere Diversifizierung kann durch die Gruppierung von ähnlichen Elementen aufgefangen werden. Zusammengehörende Elemente werden hierarchisch angeordnet.

## Vergleich mit MARC
Obwohl von MARC beeinflusst, stellt MAB kein streng kongruentes Abbild der MARC-Architektur dar, sondern weist zum Teil gravierende konzeptuelle Unterschiede zu MARC auf.
Während die MARC-Formate bei der Titelaufnahme einer relativ strengen Reihenfolge von Record-Köpfen und Nebeneintragungen folgen, erlaubt MAB es, sachlich zueinander passende Elemente in Segmenten anzuordnen.
Der Ansatz des MAB ist also mehr auf die Verknüpfung semantisch verwandter Komponenten ausgerichtet als die vergleichsweise statische Struktur der MARC-Formate.
Einen weiteren Unterschied stellt die Zuordnung zwischen bibliographischen Elementen und Feldern dar. Während MARC in Feldern oder Unterfeldern ggf. mehrere bibliographische Elemente zusammenfasst, weist MAB jedem Feld im Allgemeinen nur ein Element zu. Zum Beispiel zeichnet Feld 245 des bibliographischen MARC-Formats einen Sachtitel zusammen mit einem Paralleltitel auf, während MAB ein eigenes Feld für den Paralleltitel definieren würde. MAB bevorzugt also insgesamt eine feiner granulierte Aufschlüsselung und setzt die Einzelkomponenten dann in einen Zusammenhang. In MARC würden Angaben zu einem mehrbändigen Werk ggf. in einem Satz zusammengefasst werden, während MAB in diesem Fall mehrere zueinandergehörende Sätze (Hauptsätze, Untersätze und Nachsätze) bildet. Diese Sätze stehen in einem hierarchischen Verhältnis zueinander.
Weiterhin erlaubt das MAB-Format nur eine bestimmte Anzahl von Feldwiederholungen. In MARC ist die (oft beliebige) Wiederholung eines Feldes dagegen durch den Feldzusatz „repeatable“ möglich.

## MAB in XML (MABxml)
Seit Ende 2003 existiert auch eine XML-Version von MAB2. Das macht den Transport von MAB-Daten auch über XML-basierte Austauschprotokolle wie OAI-PMH oder SRU möglich.